# Thoracochaeta
Thoracochaeta är ett släkte av tvåvingar. Thoracochaeta ingår i familjen hoppflugor.

## Dottertaxa tillThoracochaeta, i alfabetisk ordning[1][2]
- Thoracochaeta accola
- Thoracochaeta acinaces
- Thoracochaeta alia
- Thoracochaeta ancudensis
- Thoracochaeta arnaudi
- Thoracochaeta brachystoma
- Thoracochaeta calminuta
- Thoracochaeta cercalis
- Thoracochaeta conglobata
- Thoracochaeta cubita
- Thoracochaeta erectiseta
- Thoracochaeta falx
- Thoracochaeta flaminuta
- Thoracochaeta gemina
- Thoracochaeta harrisoni
- Thoracochaeta hirsutimera
- Thoracochaeta imitatrix
- Thoracochaeta johnsoni
- Thoracochaeta lanx
- Thoracochaeta lugubrina
- Thoracochaeta mediterranea
- Thoracochaeta miranda
- Thoracochaeta mucronata
- Thoracochaeta neofucicola
- Thoracochaeta nigripennis
- Thoracochaeta palpebris
- Thoracochaeta peculiaris
- Thoracochaeta penteseta
- Thoracochaeta pertica
- Thoracochaeta pugillaris
- Thoracochaeta securis
- Thoracochaeta seticosta
- Thoracochaeta setifer
- Thoracochaeta teskeyi
- Thoracochaeta tunisica
- Thoracochaeta valentinei
- Thoracochaeta zealandica
- Thoracochaeta zosterae